# Eleições municipais na Finlândia

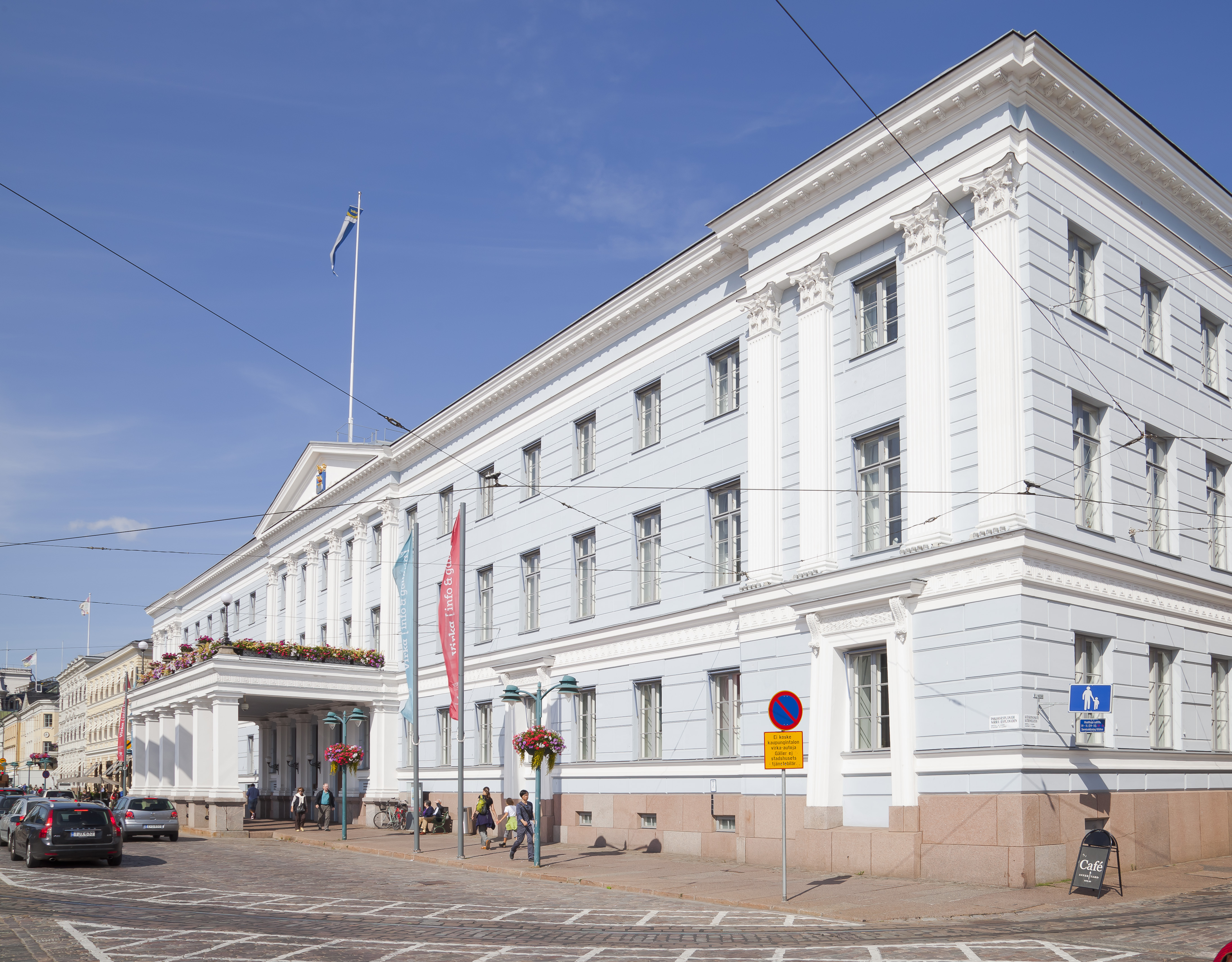
Prefeitura de Helsínquia
(Câmara municipal de Helsínquia).

Nas eleições municipais finlandesas, são eleitos deputados municipais/vereadores para as 336 assembleias municipais/câmaras municipais do país.
Estas eleições têm lugar de quatro em quatro anos.
| Partido                                            | Nome finlandês/sueco                          |
| -------------------------------------------------- | --------------------------------------------- |
| Partido da Coligação Nacional (conservador)        | Kansallinen Kokoomus                          |
| Partido Social Democrata (social-democrata)        | Suomen Sosialidemokraattinen Puolue           |
| Partido do Centro (centrista)                      | Suomen Keskusta                               |
| Partido dos Verdadeiros Finlandeses (nacionalista) | Perussuomalaiset                              |
| Aliança dos Verdes (ecologista)                    | Vihreä Liitto                                 |
| Aliança de Esquerda (socialista radical)           | Vasemmistoliitto                              |
| Partido Popular Sueco (liberal sueco)              | Ruotsalainen kansanpuolue Svenska Folkpartiet |
| Partido Democrata-Cristão (democrata-cristão)      | Kristillisdemokraatit                         |
| Mudança 2011 (democracia direta)                   | Muutos 2011                                   |
| Partido Comunista da Finlândia (comunista)         | Suomen Kommunistinen Puolue                   |